# Шатура (місто)

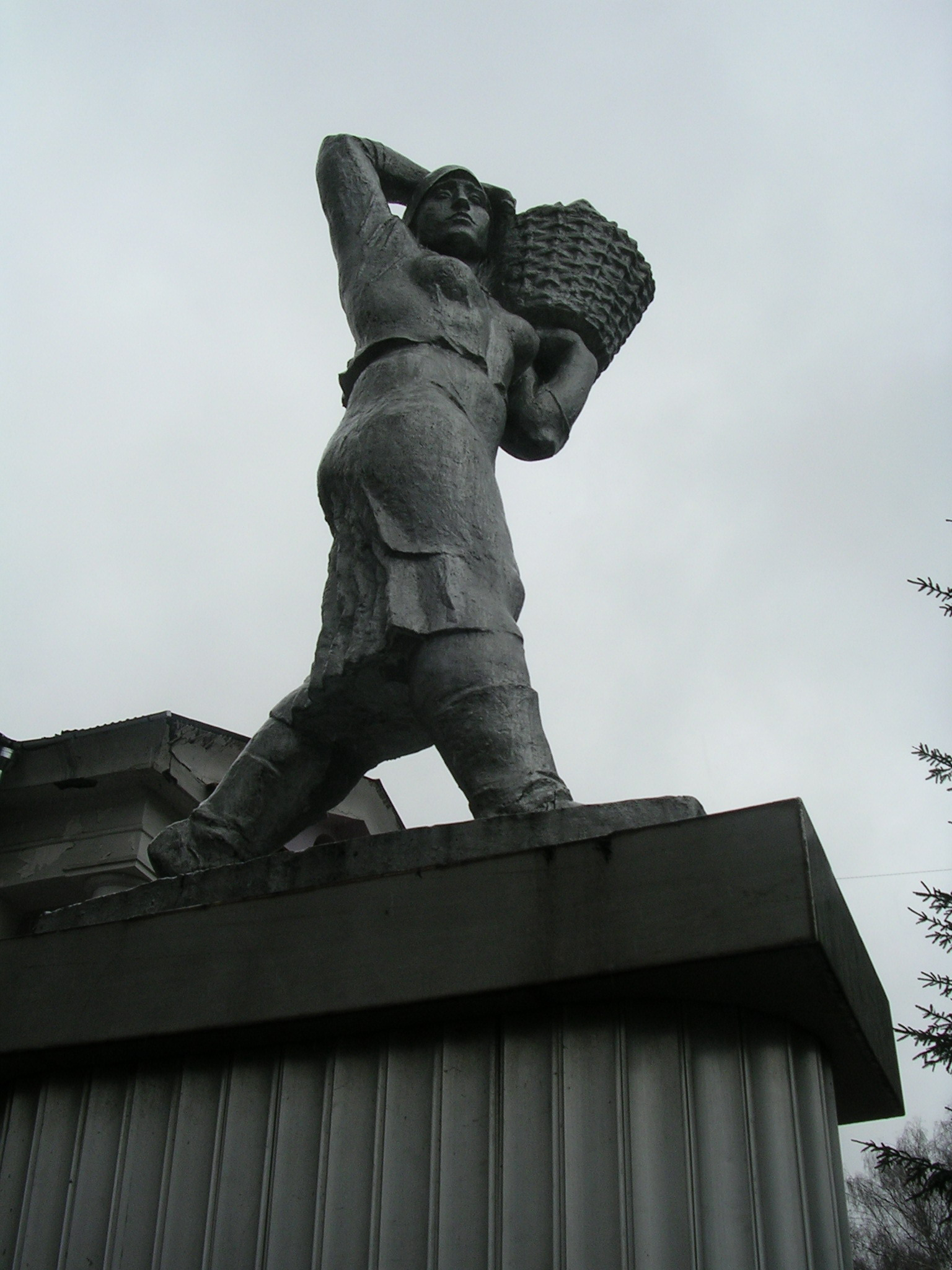
«Пам'ятник робітницям торфозагівель»

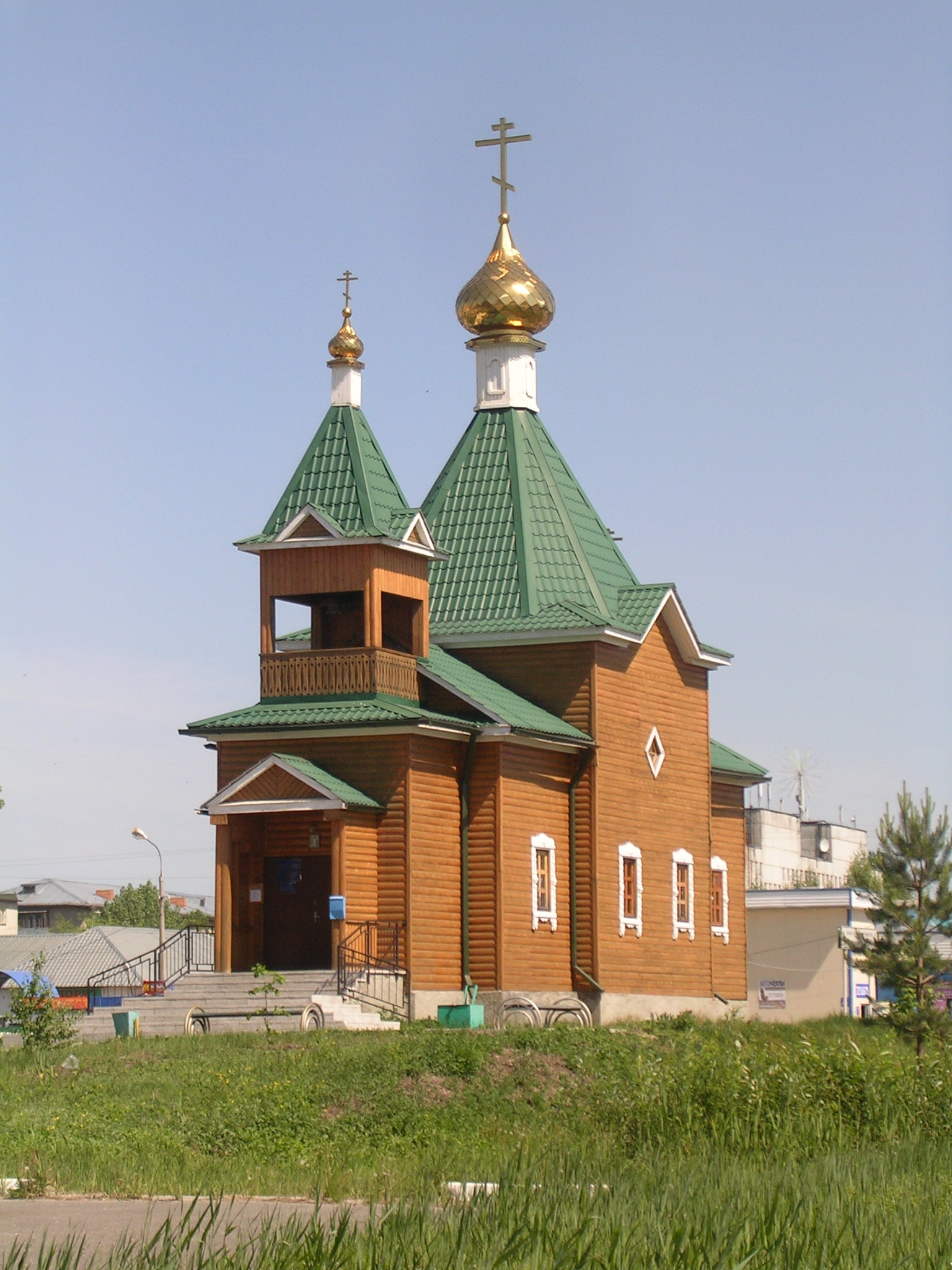
Міський храм

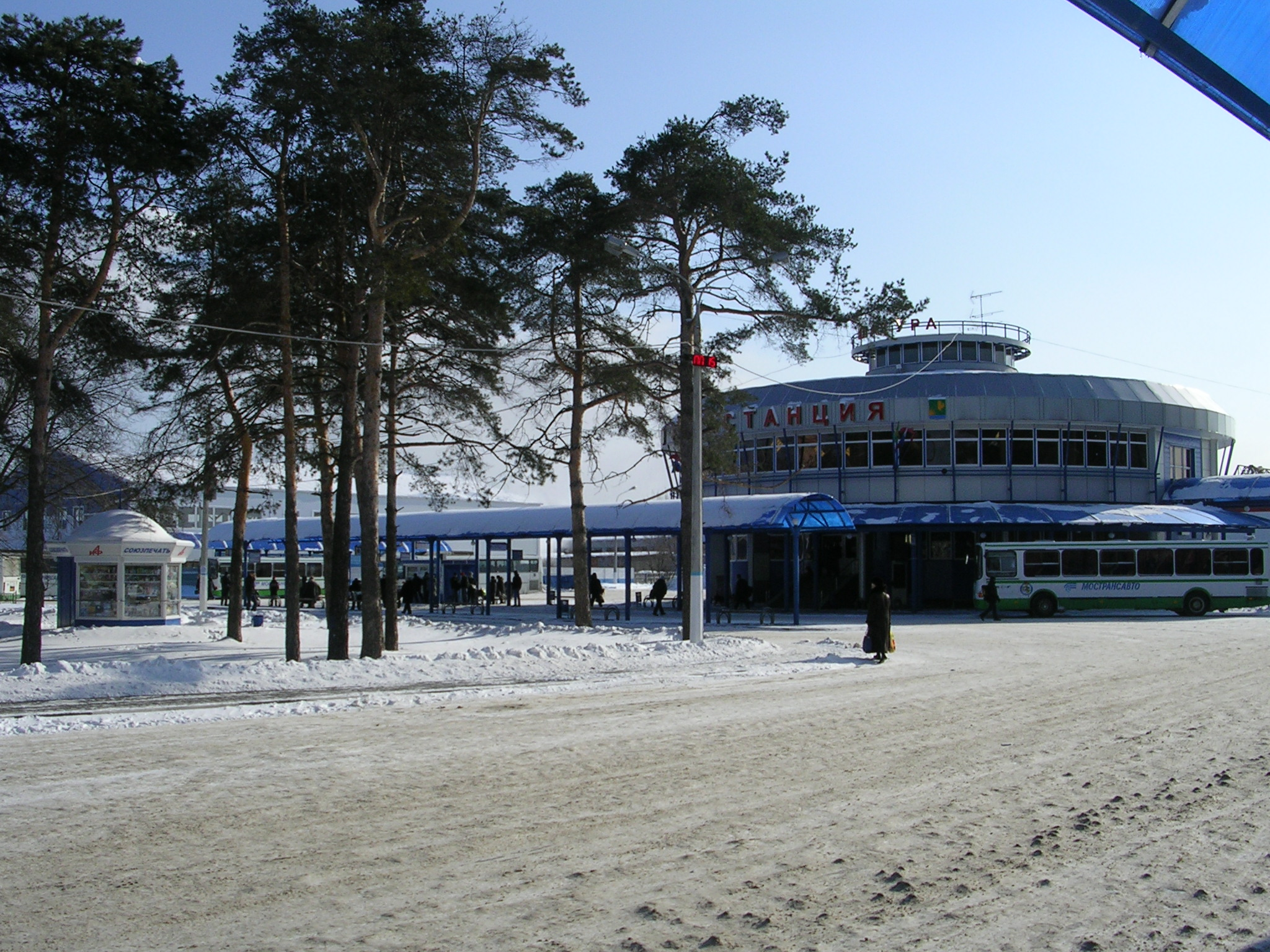
Міська автобусна станція

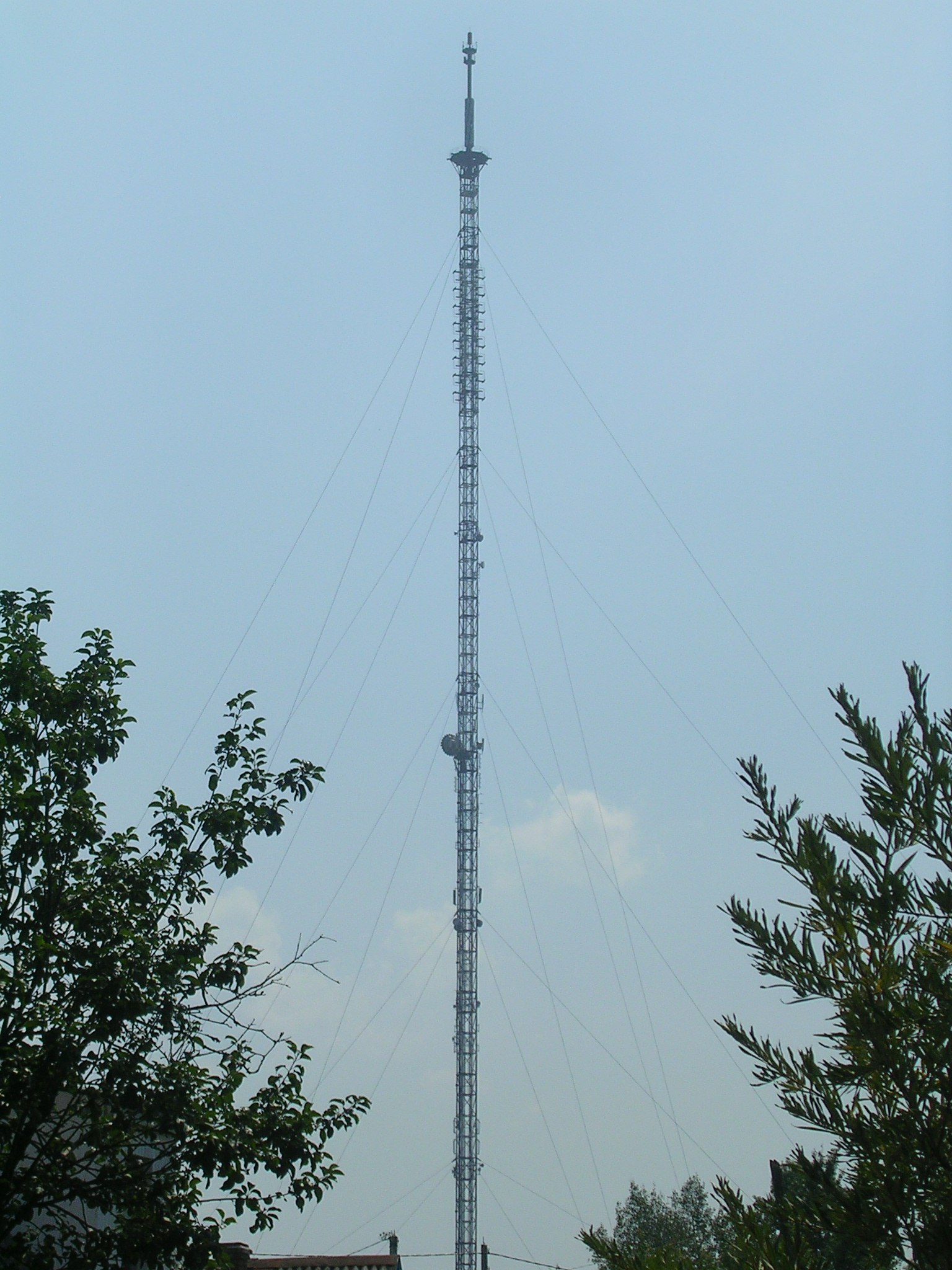
Найбільший радіоцентр в Мещерській низовині

Шату́ра (рос. Шатура) — місто (з 1936 року) в Росії, адміністративний центр Шатурського району Московської області. Місто обласного підпорядкування.
Місто розташоване в Підмосковній Мещері, в глибині Мещерської низовини, поряд з системою озер озера Святе, за 120 км на схід від центру Москви (Казанський вокзал), і за 100 км від МКАД (ст. метро «Вихіно»).

## Фізико-географічна характеристика

### Географія
Розташоване за 120 км на схід від Москви (100 км від МКАД), на Мещерській низовині, на березі системи озер озера Святе, сполучене зі столицею автомагістраллю Куровське — Шатура — Кривандіно — Дмитровський Погост та Єгор'євським шосе. Через місто проходить залізнична лінія Казанського напрямку, що зспоучає столицю зі східною частиною Росії, і яка є найкоротшим, південним залізничним шляхом до Транссибу.
Місто дуже вдало розташоване щодо таких великих обласних центрів ЦФО, як Москва, Рязань та Владимир, час в дорозі до кожного з них, від міста Шатура на автотранспорті, становить приблизно 2-2,5 години, в залежності від швидкості руху та завантаженості автодоріг.

### Часовий пояс
Шатура розташована в зоні, що позначається за міжнародним стандартом як Moscow Time Zone. Зсув відносно Всесвітнього координованого часу UTC становить +4:00.

## Клімат
Місто розташоване в зоні помірного клімату. Морське повітря з Атлантики приходить до Шатури, переважно, в літній період; вплив ж арктичного повітря спостерігається протягом всього року. Найспекотніший місяць — липень (його середньомісячна температура близько +21 °C), а найхолодніший — січень (середня температура близько −9 °C). Прояви континентального клімату найкраще помітні влітку, коли температура може досягати 35-40 ° C, і взимку, коли вона може опускатися до −30 ° C, але такі аномалії рідко носять тривалий характер та зазвичай тривають не більше 3-5 днів (винятком є останні кілька років, коли влітку спека, а взимку міцний мороз, триматися в регіоні деколи довше тижня, що говорить про глобальну зміну клімату). Переважають вітри західних та південно-західних напрямків. Середня швидкість вітру взимку 3,7 — 5,3 м/с, влітку 2,6 — 3,3 м/с. Середньорічна кількість опадів близько 650—850 мм, причому найбільша їх кількість випадає влітку.

## Походження назви
Назва Шатура походить від місцевого гідроніма Шатур, що зберігся також у назвах сіл Шатур і Алексіно-Шатур. Деякі дослідники вважають гідронім фіно-угорським (точніше — волзько-фінським, пор. ерз. ур — «місце») або тюркським (булгар. ур — «річка, яр») за походженням. Перше видається більш ймовірним, оскільки до заселення східнослов'янськими племенами на цій території проживало фіно-угорське плем'я мещера, згодом асимільоване слов'янами. Основа шат («пагорб, пригорок») також зустрічається в ареалі фіномовних гідронімів басейну Оки (напр. Шат, Шача) і в ареалі ранньо-мордовських могильників. Прикінцевий формант -ур присутній у багатьох мещерських назвах у лівобережжі середнього Пооччя, центр ареалу яких розташований на річці Гусь (напр. Сентур, Сінур, Нінур, Дардур та ін.).

## Історія

### Село Шатур (Шатура)
Поселення на місці сучасного міста існувало з 1423 р. Сільце ''Шатур'' вперше згадано в духовній грамоті великого князя Василя I Дмитровича у 1423 р. Назва пов'язана з Шатурськими болотами, що перебували в історичній волості Шатур.
Аж до початку XX століття в історії цієї місцевості є багато темних плям. Джерела лише бідно розповідають про численні невеликі присілки та погости, населення яких переважно займалося збиранням лісових грибів та ягід, полюванням на дикого звіра, риболовлею, бортництвом та різними ремеслами. Серед чоловічого населення часто було поширено вахтове зодчество, коли вони на теплий період пори року йшли на пошуки роботи в сусідні області: Рязанську, Коломенському та Владимирську землі. Так само відомо, що раніше по території району проходили старі торгові дороги, що зв'язували ці землі з Москвою.

### Будівництво Шатурської ГРЕС
В 1916 на Шатурському болоті почалися розробки торфу; одночасно з цим виконувались проектно-вишукувальні роботи для будівництва електростанції. Після революції 1917 року фінансування цих робіт було припинено.
У грудні 1918 у селі Торбєєвка за особистою вказівкою Леніна розпочато спорудження електричної станції на торф'яному паливі.

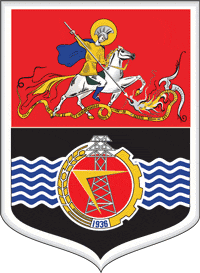
Емблема Шатурського району (1995)

В 1919 засновано селище Шатурстрой, що обслуговувало будівництво ГРЕС. В 1920 з'явився селище Чорне Озеро. В 1925 році Шатурська ГРЕС почала працювати.
В 1928 три сусідніх селища об'єднані в селище Шатура.

### Місто Шатура
У 1936 селище Шатура отримало статус міста.
У 1979 в місті, в сосновому бору на березі озера Святого, засновано Науково-дослідний центр за технологічними лазерам. Сьогодні в лазерному центрі проводяться фундаментальні дослідження спільно з провідними університетами Англії, США та Італії. Дослідницький центр має високий міжнародний авторитет.
У 2004 році до складу міста Шатура були включені селище міського типу Керва та село Ботині.
У 2005 році було створено муніципальне утворення «Міське поселення Шатура», що включило в себе місто Шатурата 23 сільських населених пункти.
Зараз обговорюється проект про включення сіл Петрівське, Левошево, Новосідоріха до складу міста.

## Наука

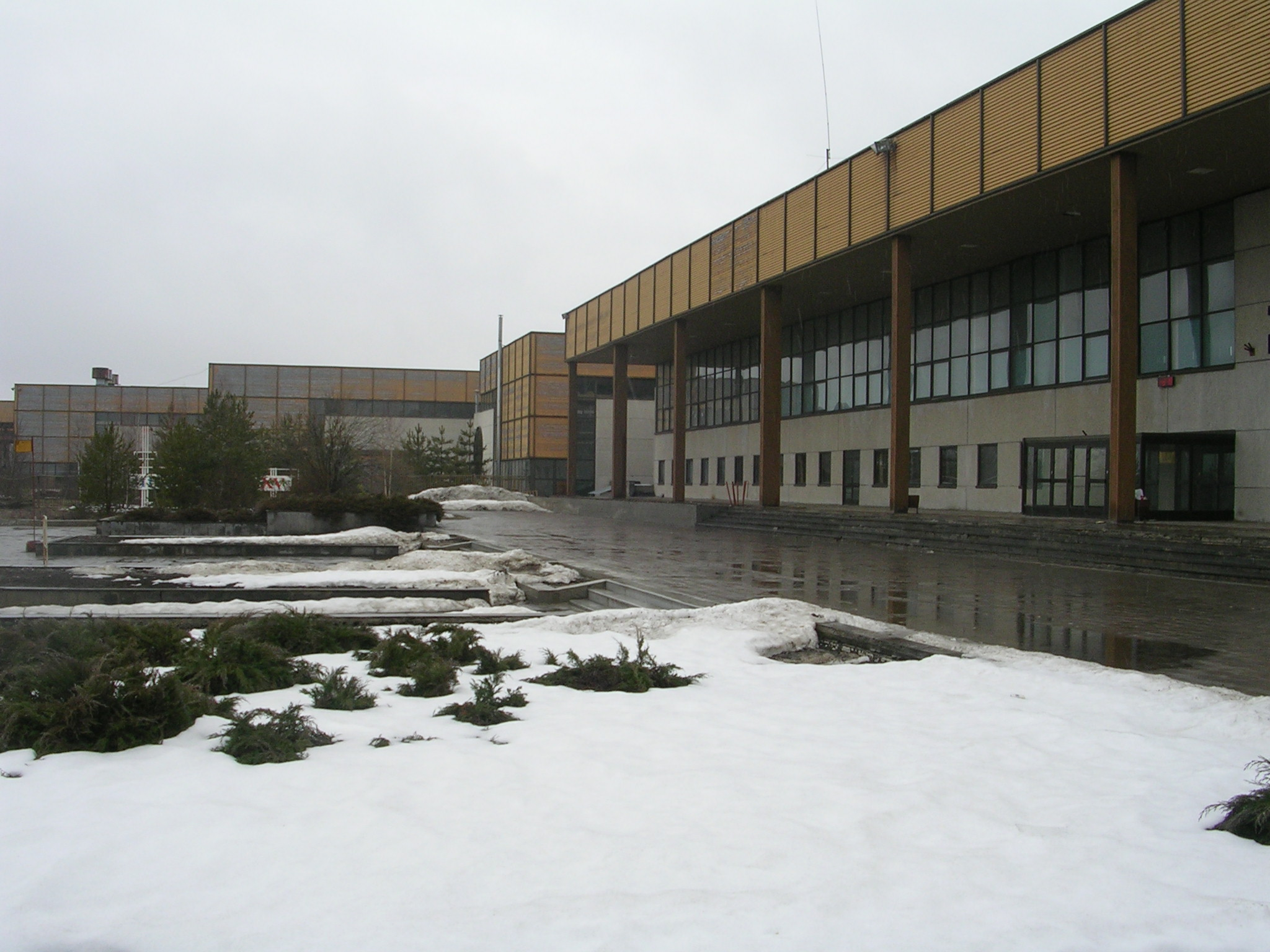
Будівля ІПЛіТ РАН

- Інститут проблем лазерних та інформаційних технологій РАН, раніше — Науково-дослідний центр з технологічних лазерів.[10]
- Шатурська філія інституту теплофізики екстремальних станів об'єднаного інституту високих температур РАН.

## Пам'ятки
- Місто оточене системою озер озера Святе, одного з найбільших водойм Московської області, і має величезний потенціал для розвитку туризму, полювання та рибальства.

## Культура, спорт
- У місті великий спортивний комплекс, що включає басейн, стадіон, кілька відкритих майданчиків, побудований в 2007 фізкультурно — оздоровчий комплекс.
- Відновлений у 2005 році міський парк імені Юрія Гагаріна.
- Кілька бібліотек,
- РБК ім. Наріманова.
- Краєзнавчий музей Шатурського району.
- Дитяча школа Мистецтв
- Храм Новомучеників та сповідників Шатурських в центрі міста, поруч із запланованим Нікольським храмом.

## Економіка та промисловість

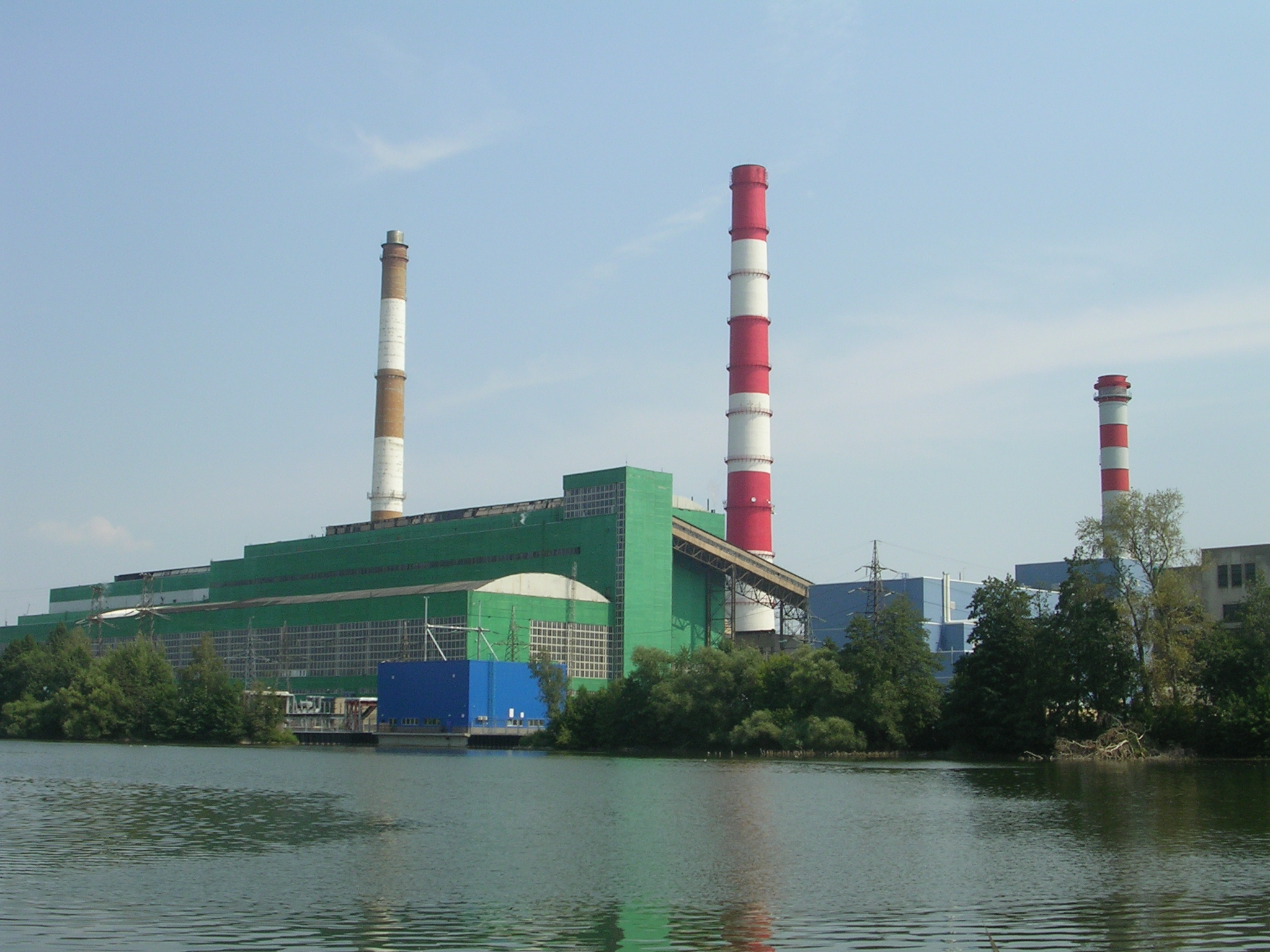
Вид на Шатурську ГРЕС

У місті діють:
- Шатурська ГРЕС — велика електростанція регіонального значення
- МК «Шатура» — найбільший у Росії комбінат з виробництва меблів
- ТОО «Шатуралес» — заготівля деревини
- ТОВ «ЕСТЕТИКА» (ESTETICA) — фабрика з виробництва м'яких меблів класу люкс
- ТПА Mr. Mattress — майстерня з виробництва елітних матраців ручної збірки та аксесуарів для сну
- Шатура-ВУД — виробництво лущеного шпону
- Sonberry — фабрика з виробництва спальних матраців
- компанія Конорев — виробництво пружинних блоків та ліжкових підстав
- ТОВ «Шаттдекор» — виробництво меблевої облицювальної плівки
- ТОВ НВП"Технолазер" — виробництво лазерів
- ТОВ «ПРОМЛАЗЕР» — виробництво лазерного обладнання
- ТОВ «НДЦ ТЛ» — металообробка, в тому числі точна лазерна
- Компанія «Оптілон» — виробництво штучних трав'яних покриттів, декоративні газони для спортивних полів та відпочинку
- ТОВ «Мікрон» — виробництво електротермічного обладнання
- ТОВ «ГУР-Шатура» — виробництво автомобільних фільтрів
- Об'єднання «Шатурторф» — витвір та переробка енергетичного та ґрунтового торфу
- «Шатурська швейна мануфактура» — текстильна фабрика з пошиття спецодягу
- Є кілька рекламних компаній, працюють друкарні
- «АПК Шатурський» — виробництво та переробка молока та молочних продуктів
- Shatura Art Group — виробництво сувенірів
- Хлібокомбінат
- ТОВ «Шатурський цегельний завод»
- Завод АБЗ — асфальтобетонний завод
- завод ЗБВ — завод залізобетонних виробів
- Рибгосп
- Лісгосп

## Транспорт

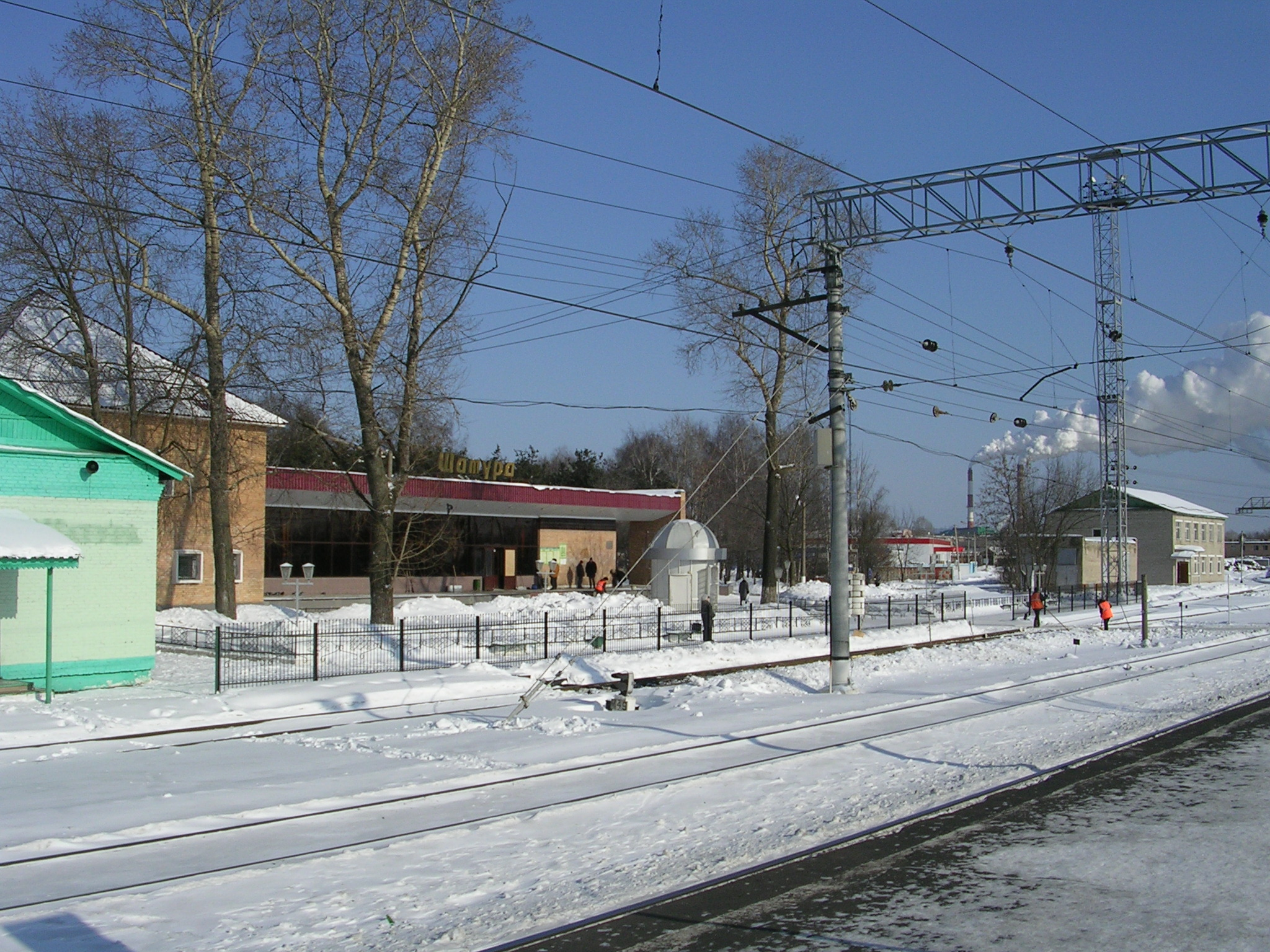
Залізнична станція Шатура

Місто розташоване на південному, через Казань, напрямку Транссибірської залізничної магістралі. Зі станції Шатура, (розташованої в межах міста та порівняно неподаліко від центру) відправляються пасажирські електропоїзди на Москву, час в дорозі до Казанського вокзалу близько 2:00. 20 хв, до станції метро Вихіно. Час у дорозі може варіюватися в залежності від кількості зупинок. Пряме сполучення з містами Куровське та Люберці.
Через місто проходить автодорога регіонального значення Р106 Куровське — Шатура — Кривандіно — Дмитровський Погост — перетин з автодорогою Р105 (Москва — Єгор'євськ — Касимов).
Регулярне пряме автобусне сполучення з Москвою (м. Вихіно, м. Партизанська), З Рязанню, Єгор'євськом, Рошалем, Орєхово-Зуєвим, містами та селищами району.
Міський транспорт представлений шістьма автобусними маршрутами.

## Міжнародні відносини міста та району

### Побратими
- Хасковська область (Болгарія)[11]
- громада Хасково (Хасковська область, Болгарія)[12]
- Лозівський район (Харківська область, Україна)[13]
- Узденський район (Мінська область, Білорусь)[14]
- Сапожковський район (Рязанська область, Росія)
- Шатійон-сюр-Ендр (Шатору (округ), Ендр (департамент), Франція)

## Люди, пов'язані з містом
- Аксаков Валерій Євгенович (1952, Шатура — Шатурський район) — російський політичний та державний діяч, депутат Московської обласної думи з 1997 року: другого, третього, четвертого та п'ятого скликань, в 2001—2011 роки голова Московської обласної думи.
- Постніков Михайло Михайлович (1927, Шатура — 2004, Москва) — радянський та російський математик, доктор фізико-математичних наук
- Приказчиков Віктор Георгійович (* 1936) — український математик
- Фабричнов Василь Васильович (1925—1945, Шатурський район) — Герой Радянського Союзу. Нагороджений орденами Леніна.
- Цвєтков Валерій Іванович (1941, Шатура) — актор театру і кіно.